# 6-й корпус ППО (Третій Рейх)
6-й корпус ППО (нім. VI. Flak-Korps) — корпус протиповітряної оборони Люфтваффе за часів Другої світової війни.

## Історія
VI корпус ППО був сформований 15 лютого 1945 в Дутінгемі на основі 16-ї авіаційної дивізії в Північній Вестфалії та Східній Голландії.

## Райони бойових дій
- Голландія (лютий — березень 1945)
- Німеччина (березень — травень 1945)

## Командування

### Командири
- Генерал-лейтенант Людвіг Шільффарт (нім. Ludwig Schilffarth) (15 лютого — 8 травня 1945)

## Бойовий склад 6-го корпусу ППО
Формування управління, забезпечення та підтримки
- 106-та авіаційна рота зв'язку (Luftnachrichten Kompanie 106);

- 4-та зенітна дивізія (4. Flak Division);
- 9-та зенітна бригада (9. Flak Brigade);
- 18-та зенітна бригада (18. Flak Brigade).

- 3-тя зенітна дивізія (3. Flak Division);
- 8-ма зенітна дивізія (8. Flak Division);
- 8-ма зенітна бригада (8. Flak Brigade).

- 3-тя зенітна дивізія;
- 4-та зенітна дивізія;
- 8-ма зенітна дивізія;
- 8-та зенітна бригада;
- 9-та зенітна бригада;
- 18-та зенітна бригада.

- 8-ма зенітна дивізія;
- 9-та зенітна бригада;
- 18-а зенітна бригада;
- 100-й зенітний полк (Flakregiment 100);
- 111-й зенітний полк (Flakregiment 111).